# Mémoires d'un fleuve
Ne doit pas être confondu avec La Mémoire du fleuve.
Pour plus de détails, voir Fiche technique et Distribution.
Mémoires d'un fleuve (Tutajosok) est un film coproduit par la Hongrie et la France, réalisé par Judit Elek et sorti en 1990. Le film s'inspire d'un fait historique réel : l'Affaire de Tiszaeszlár.

## Synopsis
1882. Hongrie. Eszter Solymosi, une jeune servante chrétienne disparaît à Tiszaeszlár. Des rumeurs de meurtre rituel juif sont propagés dans un contexte d'antisémitisme croissant. David Herskó et ses compagnons sont accusés d'avoir été soudoyés pour travestir le corps d'une victime. Torturés, ils finissent par avouer un acte qu'ils n'ont pas commis...

## Fiche technique
- Titre du film : Mémoires d'un fleuve
- Titre original : Tutajosok
- Réalisation : Judit Elek
- Scénario : J. Elek, Péter Nádas
- Photographie : Gábor Halász
- Format : Couleur - 35 mm
- Musique : Péter Eötvös, György Kurtag
- Montage : Katalin Kabdebó
- Décors : Tamás Banovich
- Costumes : Erzsebét Mialkovszky
- Production : Gábor Hanák, Hubert Niogret, András Ozori pour Budapest Játekfilmstúdió, Feeling Productions, Arte France Cinéma
- Pays de production :  Hongrie,  France
- Durée : 147 minutes
- Date de sortie : 
  - Hongrie : 8 février 1990

## Distribution
- Sándor Gáspar : David Herskó
- András Stohl (en) : Matej
- Pál Hetényi : Csepkanics
- Zoltán Mucsi : Jákob
- Franciszek Pieczka : Ansel Vogel
- János Ács : György Vay
- Tamás Fodor : Károly Eötvös
- Róbert Koltai : Jószef Scharf
- Andor Lukáts : Salamon Schwarz
- Georgiana Tarjan : Sára

## Autour du film
Mémoires d'un fleuve est un des premiers films hongrois à mettre en lumière, de manière explicite, l'antisémitisme à travers le procès inique de Tiszaeszlár à la fin du XIXe siècle. Judit Elek avoue avoir patienté vingt ans avant de pouvoir mettre en scène cet épisode pénible de l'histoire hongroise. « Mais c'était impossible à l'époque de parler ouvertement d'antisémitisme... pourtant il faut savoir qui on est, ce que l'on peut devenir, et cela reste impossible sans découvrir les racines du passé », confie-t-elle. Ces propos rejoignent les préoccupations d'autres réalisateurs hongrois comme István Szabó, auteur d'une fresque historique sur les Juifs hongrois, Sunshine (1999).
Plutôt mal reçu en Hongrie, le film a connu cependant un certain succès dans les festivals. « À l'instar d'une tradition, celle de l'allégorie historique, promue souvent dans les films de l'Est européen, Mémoires d'un fleuve met en juxtaposition un parallèle identifiable entre ces événements et les procès staliniens des années 40 et 50. »